# Kopete
Kopete je računalniški program za takojšnje sporočanje, ki deluje na grafičnem namizju KDE. Omogoča pogovarjanje z mikrofonom in spletno kamero. Podpira standarde: AOL, ICQ, Skype, MSN, Yahoo, Jabber, AIM, Gadu-gadu in iRC.